# سه فیلسوف
سه فیلسوف (به انگلیسی: The Three Philosophers) یک نقاشی با تکنیک رنگ روغن روی بوم، منسوب به جورجونه، هنرمند دوره رنسانس والا ایتالیا است. این نقاشی، سه فیلسوف را - یکی جوان، یک میانسال و دیگری پیر- نشان می‌دهد. این کار توسط نجیب‌زاده ونیزی تدو کانتارینی، که بازرگان و علاقه‌مند به موارد اسرارآمیز و کیمیاگری بود، سفارش داده شد. سه فیلسوف یک سال قبل از درگذشت این نقاش تمام شد. این اثر یکی از آخرین نقاشی‌های جورجونه، اکنون در موزه کونس‌تیستورشیز در وین به نمایش گذاشته شده‌است. نقاشی توسط سباستیانو دل پیومبو به پایان رسید.

## شرح
تابلوی سه فیلسوف در حدود سال ۱۵۰۹ به پایان رسید و نام فعلی این اثر از نوشتاری از مارکانتونیو میشیل، (۱۴۸۴–۱۵۸۴) که فقط چند سال پس از آن در یک ویلای ونیزی دید، نشات گرفته‌است. سه چهره ای که به تصویر کشیده شده تمثیلی هستند: پیرمرد ریش و احتمالاً فیلسوف یونانی، یک فیلسوف فارسی یا عرب؛ و یک مرد جوان نشسته، درون یک منظره طبیعی محصور شده هستند. در پس زمینه یک روستا با تعدادی کوه قرار دارد که عقب‌تر توسط یک منطقه آبی مشخص شده‌است که معنی آن ناشناخته است. مرد جوان در حال مشاهده غاری در سمت چپ صحنه است و ظاهراً با برخی از ابزارها آن را اندازه‌گیری می‌کند. از اواخر قرن نوزدهم، محققان و منتقدین به دلایل مختلف این نظر را رد کردند که این سه فیلسوف نماینده سه مغ هستند که قبل از غار عیسی جمع شده‌اند.

## تفسیرها

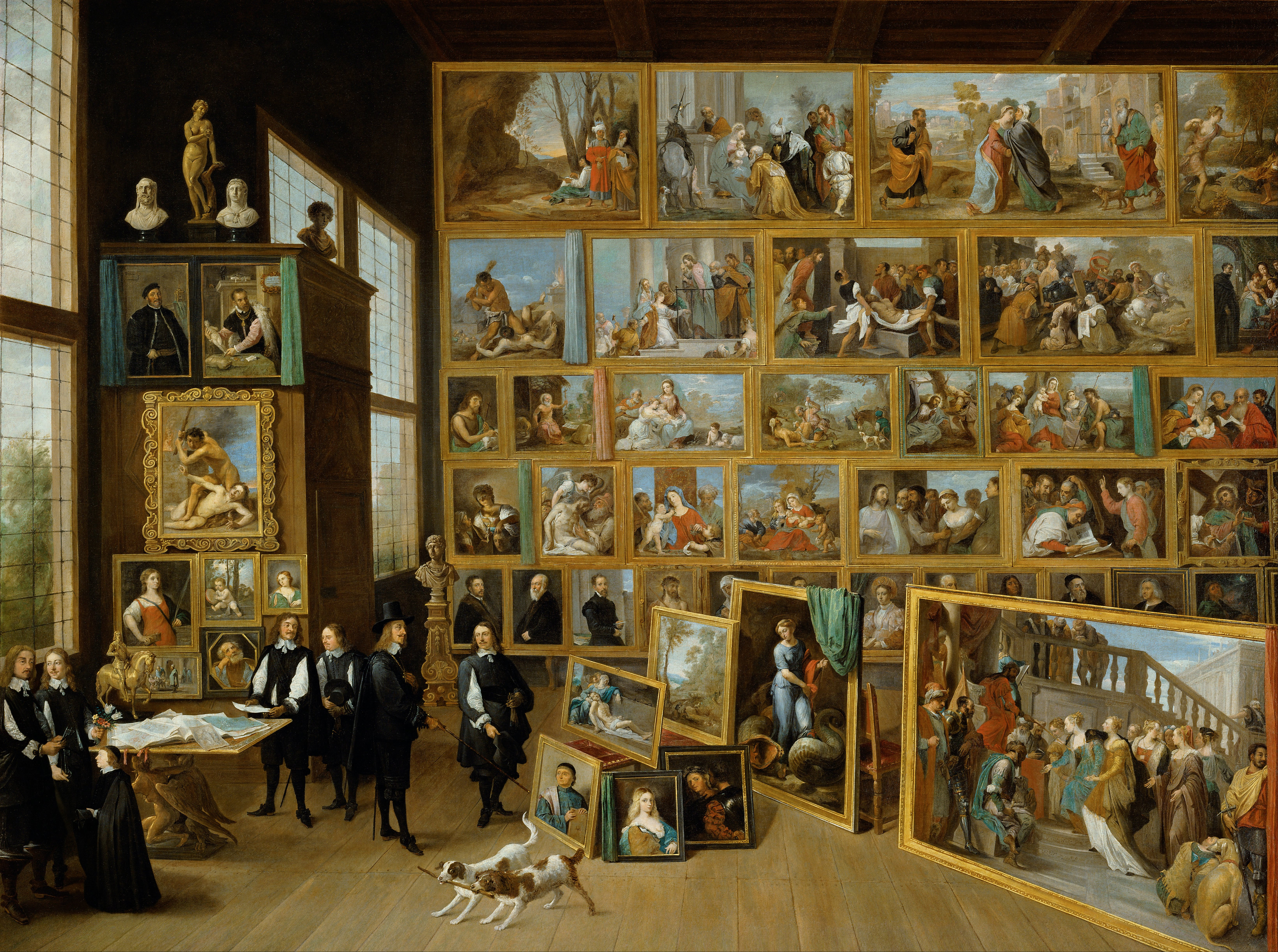
آرشیدوک لئوپولد ویلهلم و این هنرمند در گالری تصاویر آردوکال در بروکسل. نقاش اصلی وفادارانه نشان می‌دهد که نقاشی اصلی همان‌طور که در مجموعه دوک‌ها، گوشه ای از سمت چپ بالا، نمایش داده شده توسط دیوید تنیرز جوان، (در سال ۱۶۵۰، در موزه تاریخ هنر، وین) نشان داده شده‌است.

تفسیرهای مختلفی دربارهٔ نقاشی جورجونه ارائه شده‌است. سه فیلسوف، پیرمرد، چهره عرب و مرد جوان می‌تواند تصویری از انتقال دانش باشد، انتقال میراث کلاسیک به اروپای لاتین از فلسفه یونانیان باستان از طریق ترجمه‌های عربی، که دوباره در حوالی رنسانس ایتالیا اتفاق افتاد. پیرمرد نماینده یک فیلسوف یونانی، مانند افلاطون یا ارسطو است، که نوشته‌های وی کپی شده و از طریق فیلسوفان عرب به رنسانس ایتالیا منتقل شده‌است. فیلسوف فارس و عرب احتمالاً نماینده ابن سینای همه‌چیزدان یا ابن رشد و علوم در جهان اسلام از دوران طلایی اسلامی است.
جوان را می‌توان به عنوان علم جدید رنسانس با ریشه در گذشته، با نگاه به تاریکی خالی غار، سمبل اسرار هنوز کشف نشده دانست. غار همچنین ممکن است نمادی از مفهوم فلسفی غار افلاطون باشد.
فرضیه‌های جدید در مورد فیگور، هویت آن‌ها و نمادگرایی هنوز در حال پیشرفت است. سی.جی. ویلیامزوم، در یادداشتی دربارهٔ تصویر، در اوایل قرن بیستم، اظهار داشت که: «این نماینده ای از اواندر و پسرش پالاس است که به آینیاس محل آینده روم را نشان می‌دهند».
احتمال اینکه این سه مرد پادشاه سلیمان، هیرام اول و پادشاه تایر باشند، توسط نیل کی. مک لنان و راس اس. کیلپاتریک پیشرفت نموده‌است.

## کتاب تئاتر نقاشی
این نقاشی در کاتالوگ دیوید تنیرز جوان به نام (Theatrum Pictorium) از مجموعه آثار هنری آرشیدوک لئوپولد ویلهلم در سال ۱۶۵۹ و دوباره در سال ۱۶۷۳ به ثبت رسیده‌است. نسخه‌های تنیرز که وی از نمایشگاه‌ها ساخته‌است از مدت‌ها قبل به عنوان یک منبع با ارزش تاریخی شناخته شده‌اند.

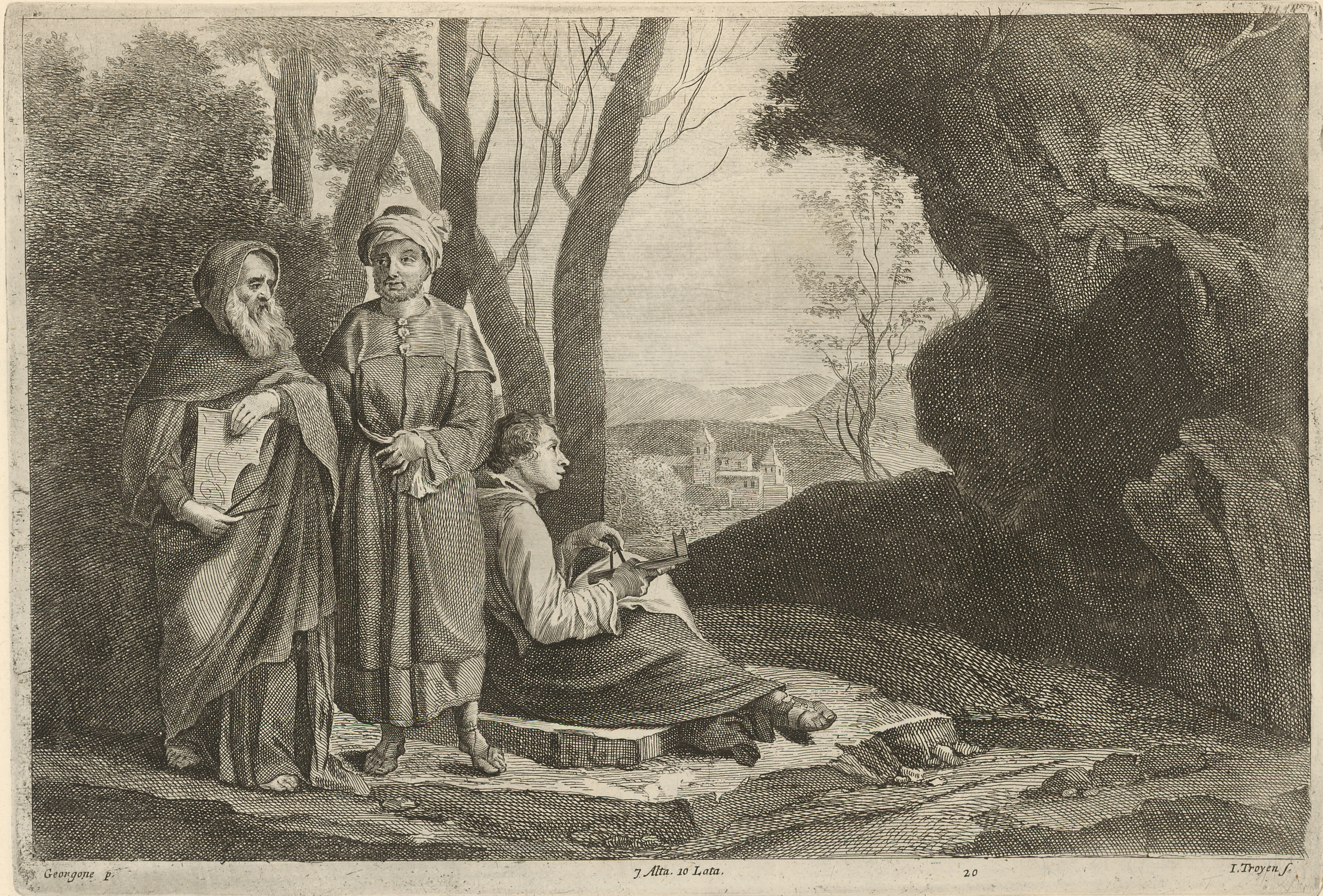
حکاکی ۱۶۷۳ از کاتالوگ تنیرز، اثر یان فان تروین
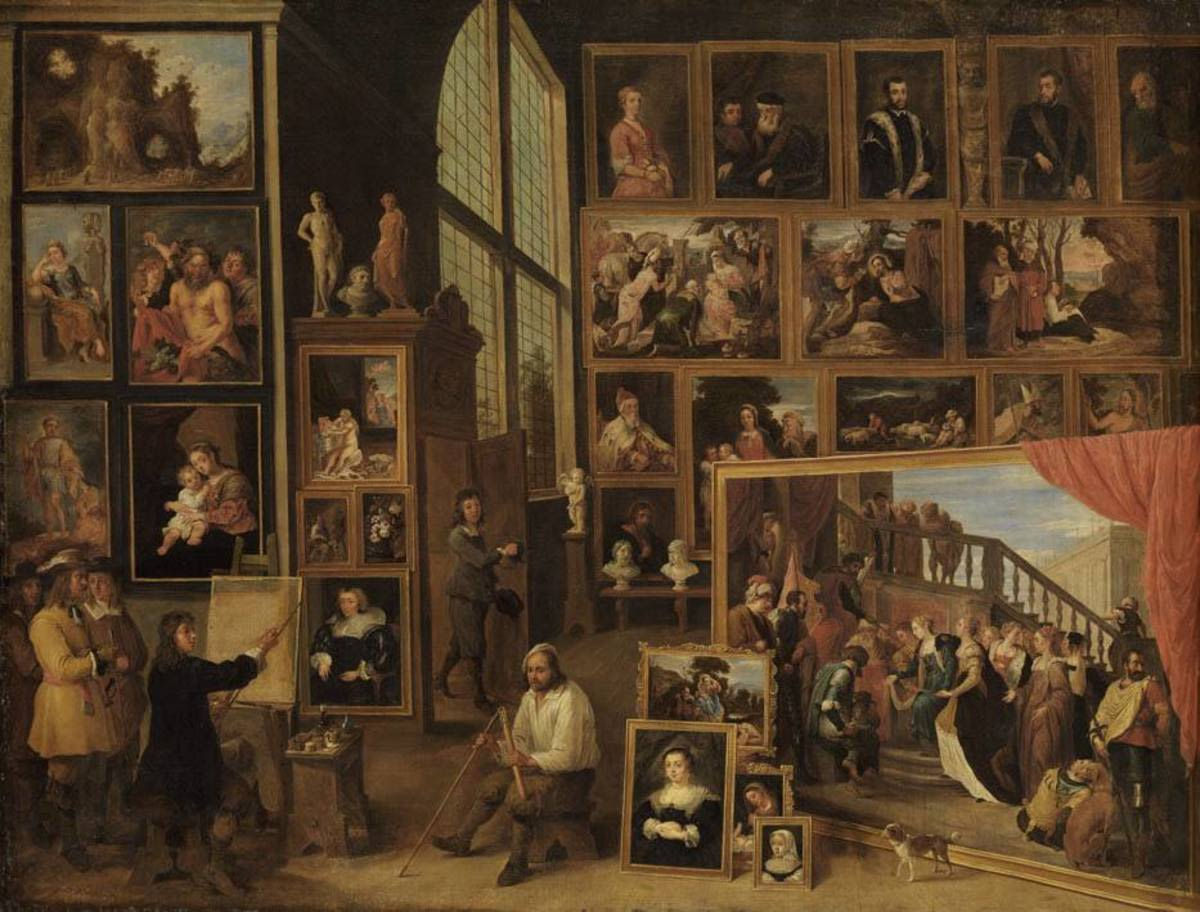
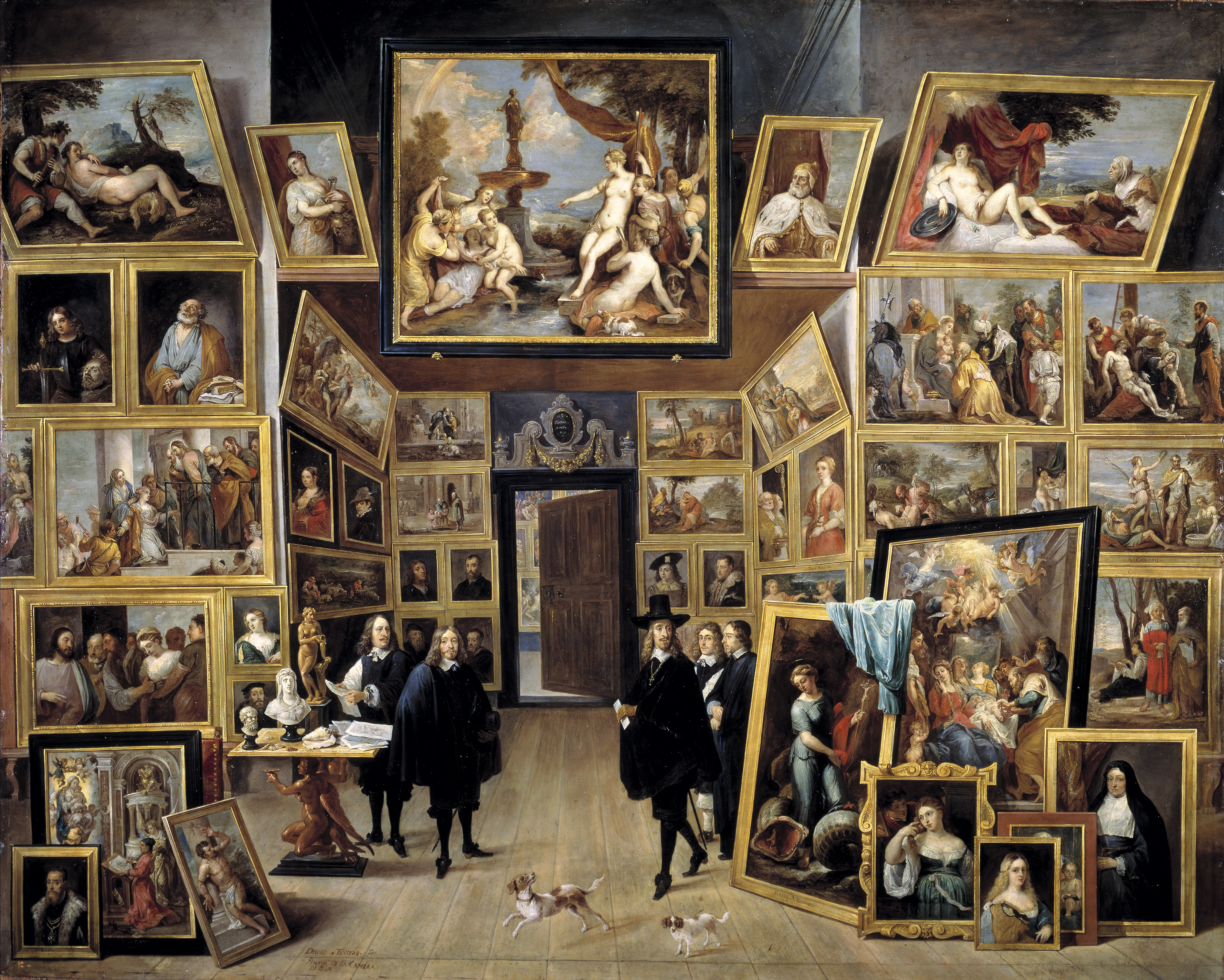
۱۶۵۰
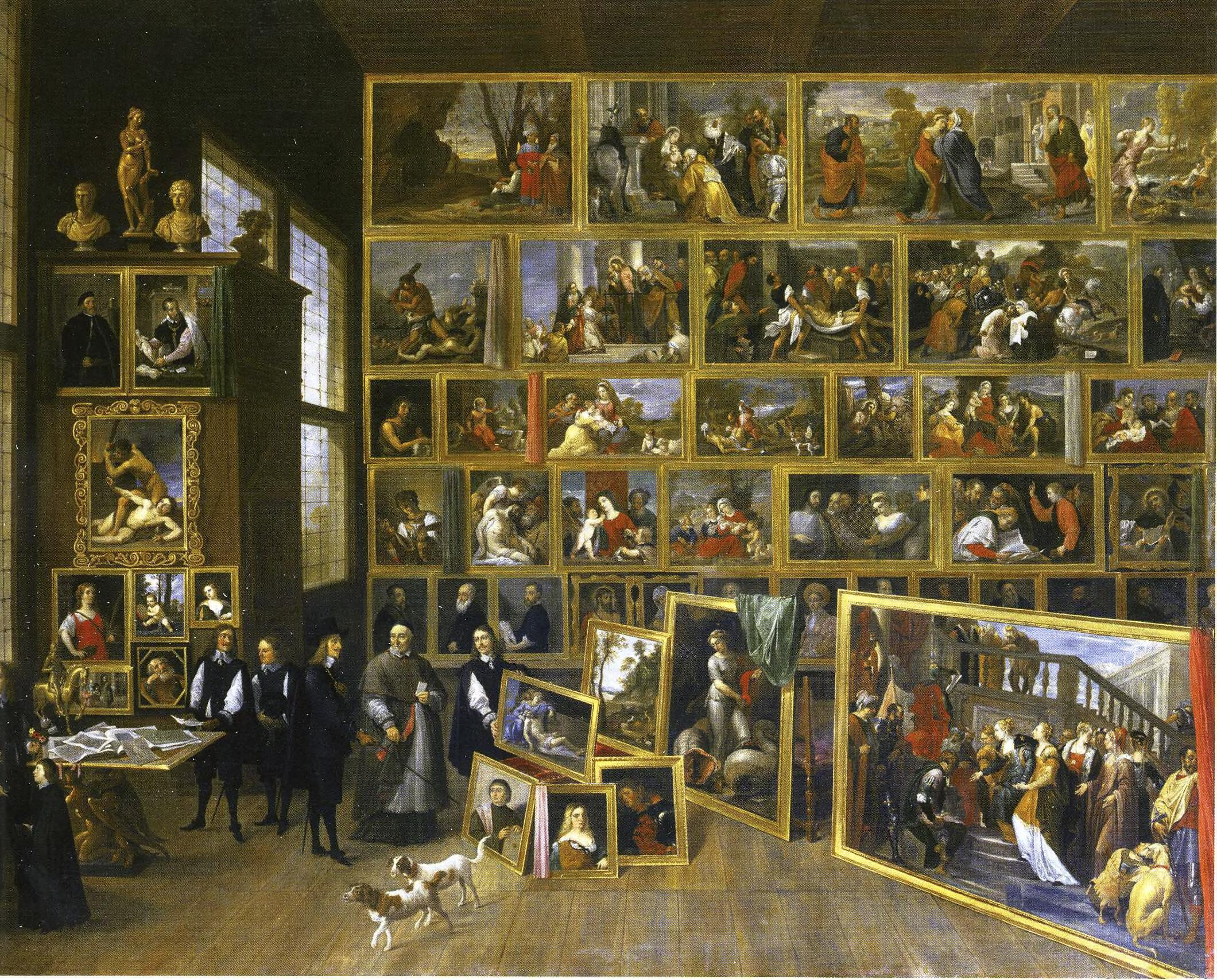
گالری آرشیدوک لئوپولد ویلهلم در بروکسل (پتروورت)، ۱۶۵۱